# إيزاك دوغبو
إيزاك دوغبو (بالإنجليزية: Isaac Dogboe) (مواليد 26 سبتمبر 1994) هو ملاكم غاني، مثّل بلاده في الألعاب الأولمبية الصيفية 2012.

## روابط خارجية
إيزاك دوغبو على موقع بوكس ريك (الإنجليزية) (registration required)
- إيزاك دوغبو على موقع اللجنة الأولمبية الدولية (الإنجليزية)
- إيزاك دوغبو على موقع أوليمبيديا (الإنجليزية)